# Batalla de Failaka
La batalla de Failaka fue una confrontación militar entre la guarnición kuwaití de la isla Failaka y las fuerzas iraquíes atacantes durante la invasión de Kuwait iraquí, el 2 de agosto de 1990. La guarnición kuwaití constaba de una compañía de infantería y una compañía de guardias fronterizos, además de una compañía de defensa aérea armada con Hawk SAM. Las fuerzas iraquíes consistían en un batallón de fuerzas especiales transportado por helicópteros reforzado con un batallón de infantes de marina.

## Consecuencias
Después de la exitosa toma del poder por parte del ejército iraquí, la isla de Failaka quedó despoblada y sus 2000 residentes fueron expulsados al continente. La isla fue recuperada por las fuerzas estadounidenses en 1991, usando herramientas de guerra psicológica, haciendo que el contingente iraquí de 1.400 se rindiera sin un solo disparo.